# Fantasmas en las religiones mesopotámicas
Los fantasmas en las religiones mesopotámicas son los fantasmas o espíritus merodeadores de las religiones de Sumeria, Babilonia, Asiria y otros estados tempranos de Mesopotamia. Existen muchas referencias en la literatura antigua y las huellas de estas creencias han sobrevivido en las posteriores religiones abrahámicas que llegaron a dominar la región.
Este concepto de fantasmas o espectros merodeadores en las religiones del Antiguo Oriente Próximo es comparable a las sombras de los fallecidos en el Inframundo de la mitología de la Antigüedad clásica. Las sombras o espíritus de los fallecidos eran conocidos como gidim (GIDIM) en sumerio y como eṭemmu en acadio. La palabra sumeria puede analizarse como compuesta por gig "estar enfermo" y dim3 "demonio" o por gi6 "negro" y dim4 "acercarse".
Estos seres sobrenaturales estaban considerados en las creencias religiosas mesopotámicas, similares a los demonios, con capacidades sobrehumanas análogas a las de los dioses, como su inteligencia, poder o inmortalidad, pero sin llegar a su nivel. Aunque no han aparecido en las listas mesopotámicas de dioses, se les clasificaba como divinos, pues llevaban a veces delante de su nombre el signo de la estrella cuneiforme como "clasificador" de divinidad.
Se creía que los gidim o etemmu se creaban en el momento de la muerte, tomando la memoria y la personalidad de la persona fallecida. Viajaban al inframundo, al Irkalla, en donde se les clasificaba y les asignaba una posición, llevando una existencia, similar en algunos aspectos, a la de los vivos. Se esperaba que los familiares de los muertos hiciesen ofrendas de comida y bebida a los fallecidos para aliviar sus condiciones. Si no lo hacían así, los fantasmas podrían infligirles desgracias y enfermedades en su vida.
Si pertenecían a personas fallecidas por muerte violenta o habían tenido un rito funerario deficiente, los fantasmas se remontaban del inframundo y podían causarles también tormentos, desgracias o enfermedades. Se podían introducir por el oído y podían causar trastornos mentales. Para luchar contra estos efectos, se recurría a la "mano de espectro" (qat etemmi) para los rituales y prácticas mágicas. No se recomendaba evocar a los etemmu para practicar la nigromancia, ya que a menudo se volvían contra los que les llamaban.
En Babilonia, el fantasma más temible era el de una mujer que hubiese muerto durante el parto. Era compadecido y temido, pues su pena le había enloquecido, estando condenado a llorar en la oscuridad, aferrándose su impureza como un veneno.
Las prácticas curativas tradicionales atribuían una gran variedad de enfermedades por la acción de los fantasmas, mientras que otras, eran causadas por los dioses o los demonios.

## Vida después de la muerte

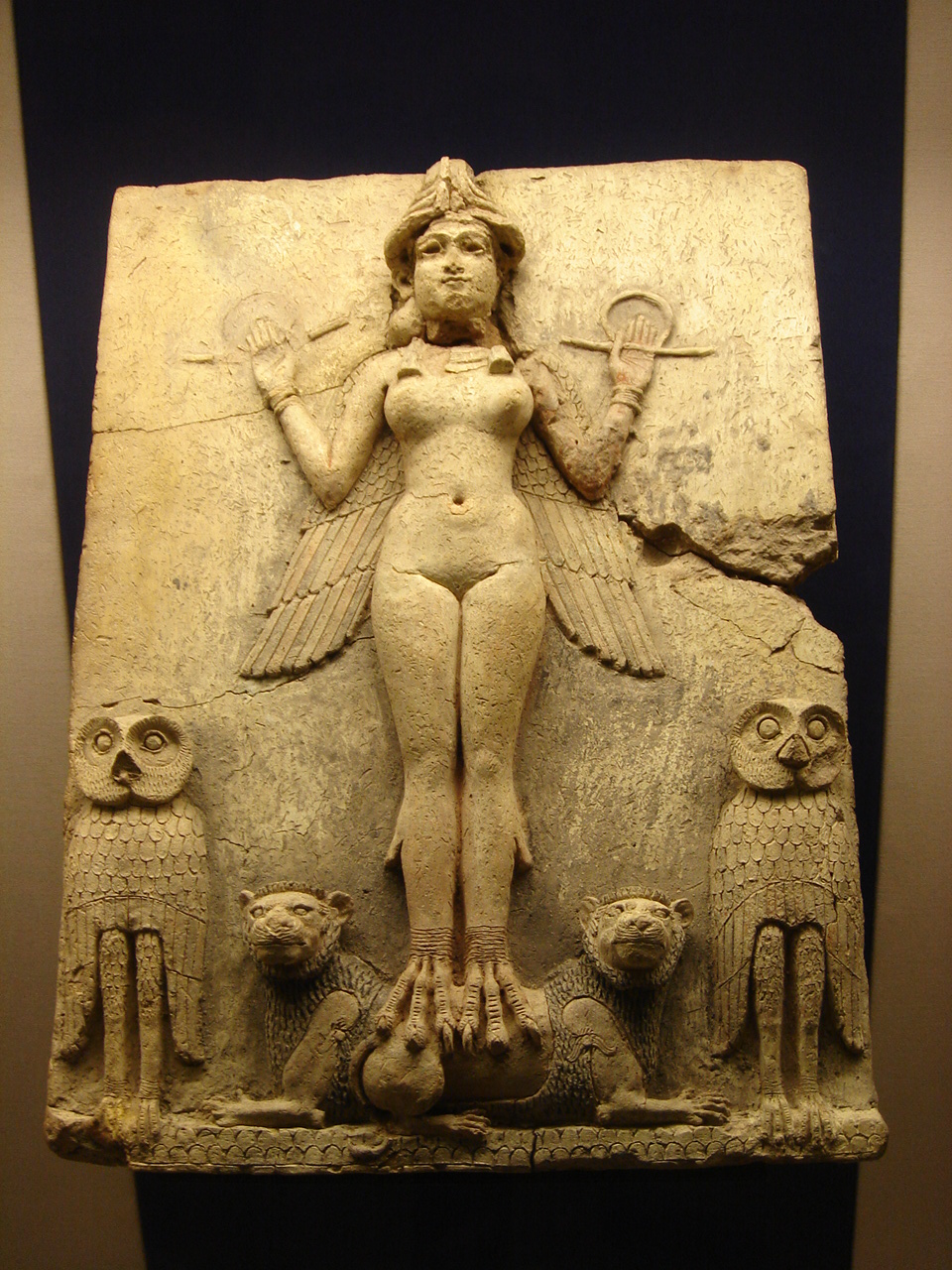
Diosa babilónica reina de la noche que representa probablemente a Ishtar o Ereshkigal (c. 1792 - 1750 a. C.)

En la mitología babilónica Irkalla está gobernado por la diosa Ereshkigal y su consorte Nergal o Ninazu. Los fantasmas pasaban un tiempo viajando al Inframundo, teniendo a menudo que superar obstáculos en el camino. Los Anunnaki, la corte del inframundo, daban la bienvenida a cada fantasma y recibían sus ofrendas. El tribunal explicaba las reglas y se le asignaba al fantasma su destino y lugar. Otro tribunal estaba presidido por el dios sol Shamash, que visitaba los inframundos en su rutina diaria pudiendo castigar a los fantasmas que acosaban a los vivos y adjudicando una parte de las ofrendas funerarias a los fantasmas olvidados.
El inframundo babilónico estaba poblado por una gran diversidad de monstruos y demonios y allí existían los fantasmas de una manera similar a los vivos. Tenían casas y podían reunirse con los miembros difuntos de la familia y sus conocidos.
La Epopeya de Gilgamesh gira en torno a la relación entre el héroe-rey Gilgamesh y su compañero Enkidu. Puede referirse vagamente a un rey que existió en el siglo XXVII a. C. Parte de la historia relata la muerte de Enkidu, las aventuras de su fantasma en el inframundo y su eventual reaparición en el mundo cuando Gilgamesh hace un agujero en la tierra.

## Interacción con los vivos
Los babilonios creían que la vida en el inframundo podría hacerse más tolerable si los familiares sobrevivientes hacían ofrendas de comida y bebida con regularidad, como culto a los ancestros. Los fantasmas de las personas que no tenían hijos que hiciesen estas ofrendas sufrirían más, mientras que tanto las personas que morían en un incendio como las que tenían su cuerpo en el desierto, no tendrían ningún fantasma. Si los familiares no hiciesen ofrendas, el fantasma podría llegar a estar inquieto y podía transmitirles enfermedades y desgracias.
Las dolencias físicas derivadas de oír o ver a un fantasma incluían dolores de cabeza, problemas en los oídos y ojos, diversos dolores intestinales, dificultad para respirar y mareos o fiebre y trastornos neurológicos y mentales. Su cura implicaba la participación en rituales en los que se incluían ofrendas, libaciones, figurillas, traslados y sepulturas rituales, cercos, amuletos, fumigaciones, vendas, ungüentos, pociones, lavados y supositorios. Otras enfermedades de los mesopotámicos eran atribuidas a dioses o fantasmas, cada uno personificado por determinadas enfermedades.